# ワイルド・パーティー
『ワイルド・パーティー』（Beyond the Valley of the Dolls）は、芸能界の裏側を描いた1970年公開のアメリカ映画。準成人映画。

## 概要

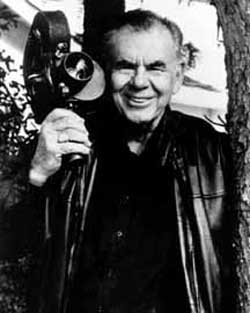
ラス・メイヤー

出演はドリー・リード、シンシア・マイヤーズ、エリカ・ギャビン、エディ・ウィリアムズ、マーシア・マクブルーム、ジョン・ラザー、マイケル・ブロジェット。監督ラス・メイヤー、脚本はメイヤーとロジャー・イーバートの共同執筆。当初、この映画は1967年の映画『哀愁の花びら』の続編として企画されたが、20世紀フォックスが同名の原作小説の作者、ジャクリーン・スーザンに脚本草案が拒絶されたため、オリジナルのパロディーに方向修正がなされた。その結果、映画の冒頭に2つの映画に関連がない事を知らせる断り書きが置かれた。公開と同時に、映画はMPAAによって成人指定（Rated X）を受けた。（1990年に、17歳未満禁止（映画のレイティングシステム#NC-17（NC-17）に改められた。）
『ワイルド・パーティー』は独立系映画製作者メイヤーにとって、20世紀フォックスでの初監督作品である。（もう1作は『恍惚の7分間・ポルノ白書』（The Seven Minutes）（1971年）。）そして、映画批評家イーバートがメイヤーと共同執筆した3つの映画のうちの1つである。イーバートは、『ワイルド・パーティー』について「奇跡が奇跡を呼んで、偶然生まれた映画のように思える。」と書いた。

## あらすじ
ケリー・マクナマラ（ドリー・リード）、ケイシー・アンダーソン（シンシア・マイヤーズ）、ペトロネラ・"ペット"・ダンフォース（マーシア・マクブルーム）の3人は「ケリー・アフェアー」というロックバンドとして活動しており、マネージャーのハリス・オールスワース（デビッド・ガリアン）はケリーのボーイフレンドでもあった。ケリーは長らく会っていなかった、巨額の財産を持つ、若く美しい叔母のスーザン・レイク（フィリス・デイビス）を訪ねるため、4人でカリフォルニアを目指した。
スーザンはケリーと友人達を歓迎し、財産の3分の1をケリーに渡す約束したが、スーザンの薄っぺらで強欲な財務顧問ポーター・ホール（ダンカン・マクラウド）はケリーらを見下し、「ヒッピー」と看做した。彼は後にケリーに財産に関して裏取引を持ちかける。一方、ケリー達はスーザンから「Zマン（ジーマン）」ことロニー・バーゼル（ジョン・ラザー）という業界に有力なコネを持つロック・プロデューサーを紹介される。Zマンは彼女達を気に入り、バンド名を「キャリー・ネイションズ」に変えて、自分の傘下に収めようとする。またケリーは彼女の財産目当てのランス・ロック（マイケル・ブロジェット）というジゴロと親密な関係になる。自分の居場所を奪われたと感じたハリスは、傷心からポルノスター女優アシュレー・セント・アイヴス（エディ・ウィリアムズ）の誘惑に乗ってしまう。男性に不信感を抱くケイシーは、レズビアンのファッションデザイナー、ロクサーヌ（エリカ・ギャビン）に交際を迫られる。一方、ペトロネラは法科の学生エマーソン・ソーン（ハリソン・ペイジ）と恋人になる。
キャリー・ネイションズはロックスターとして歩み始めたが、彼らの私生活には暗い影が落ちていく。ハリスはランスと対立するも、敗北を喫する。また、ランスもケリーと決裂する。ケイシーも一夜の過ちでハリスの子を身ごもってしまう。絶望したハリスは自殺を図り、下半身に麻痺が残る。様々な過程を経て、ケリーは深く後悔し、ハリスに付き添いながら共に歩む決意をする。ペトロネラとエマーソンの仲は、ヘビー級チャンピオン、ランディ・ブラック（ジェームズ・イングルハート）の登場により危機に陥るも、危機を乗り越える。また、ケイシーもロクサーヌの説得で妊娠中絶し、ロクサーヌと恋人同士になる。叔母のスーザンは昔の恋人バクスター・ウルフ（チャールズ・ネイピア）と恋が再燃し、婚約した。ポーターは裏切り行為が発覚し、解雇された。
そんなある夜、Zマンは自分のビーチハウスでランス、ケイシー、ロクサーヌを個人的なパーティーに招待し、全員にスーパーヒーローコスチュームを与える。パーティーの中で、ランスはひょんなことからZマンの胸を目にし、「女かい」と笑ったため、Zマンに殺される。さらに、Zマンは居合わせた人物だけでなく、電話で外部に助けを求めたケイシーも殺害するが、最終的には駆け付けた仲間たちによって殺される。
その後、ケリーとハリス、ペトロネラとエマーソン、そしてスーザンとバクスターによる、3組の結婚式が行われる。

## 登場人物
ロジャー・イーバートは、『ワイルド・パーティー』のテーマと登場人物の多くが実在の人々と出来事の部分的な誇張に基づくことを明らかにした。
- ロニー「Zマン」バージル - 架空の変人ロックプロデューサー転じてキャリー・ネイションズのマネージャーは、プロデューサー、フィル・スペクターの実人生に大まかに基づいている。スペクターの友人は、イーバートとメイヤーにスペクターの本質を実によく捉えていると語った[1]。偶然にも30年以上後に、映画のクライマックスシーンを映すかのように、ラナ・クラークソンの遺体がスペクターの邸宅で見つかり、彼は殺人容疑で逮捕された。
- ランディ・ブラック - ヘビー級チャンピオンは、実在のヘビー級チャンピオン、モハメド・アリに漠然と基づいている。
- 終盤の暴力的な展開は、1969年後半の映画の製作開始直後に起きたマンソン・ファミリーによるテート＝ラ・ビアンカ殺害事件（英語版）の影響を受けており、最初の脚本においてはこのような展開はなかった。なお、同事件の被害者の一人であるシャロン・テートは『哀愁の花びら』にも出演していた。

## キャスト
| 役名                   | 俳優                   | 日本語吹替                          | 日本語吹替                          |
| 役名                   | 俳優                   | 日本テレビ版                        | フジテレビ版                        |
| ---------------------- | ---------------------- | ----------------------------------- | ----------------------------------- |
| ケリー・マクナマラ     | ドリー・リード         | 滝村千栄子                          | 上田みゆき                          |
| ケイシー・アンダーソン | シンシア・マイヤーズ   | 若松雅子                            | 宗形智子                            |
| ペトロネラ             | マーシア・マクブルーム |                                     | 北島マヤ                            |
| ハリス・オールスワース | デビッド・ガリアン     |                                     | 野島昭生                            |
| エマーソン             | ハリソン・ペイジ       |                                     | 石丸博也                            |
| アシュレイ             | エディ・ウィリアムズ   |                                     | 増山江威子                          |
| ポーター               | ダンカン・マクロード   |                                     | 大木民夫                            |
| スーザン・レイク       | フィリス・デイビス     |                                     |                                     |
| 不明 その他            |                        |                                     | 仲木隆司 村松康雄                   |
|                        |                        |                                     |                                     |
| 演出                   | 演出                   |                                     | 山田悦司                            |
| 翻訳                   |                        |                                     |                                     |
| 効果                   |                        |                                     |                                     |
| 調整                   | 調整                   |                                     | 杉原日出弥                          |
| 制作                   | 制作                   |                                     | トランスグローバル                  |
| 解説                   | 解説                   | 水野晴郎                            | 高島忠夫                            |
| 初回放送               | 初回放送               | 1973年10月31日 『水曜ロードショー』 | 1978年2月3日 『ゴールデン洋画劇場』 |

## 興行成績
成人指定と100万ドルという限られた予算にもかかわらず、『ワイルド・パーティー』はアメリカ市場でその10倍の総額を稼ぎ出した。

## 映画の遺産
ロジャー・イーバートによると、その後の多数の劇場でのリバイバルとビデオセールスで『ワイルド・パーティー』は4000万ドル以上を稼ぎ出した。
1970年の公開以来、『ワイルド・パーティー』は後続のカルト映画を得て、映画評論家による様々な「ベスト・オブ」リストに名を連ねた。2000年に、カナダの雑誌「Take One」は、『ワイルド・パーティー』を批評家投票による「1970年代の最高の映画」に加えた。2001年、「Village Voice」紙は本作を「20世紀の最も偉大な100の映画」のリストで87番目に上げている。
1973年10月31日、日本テレビ『水曜ロードショー』愛と性特集第1弾「愛と性のニューロック！ワイルド・パーティ」の題名で90分枠で吹き替えTV初放送（他作品「ふたりだけの窓」「キャンディ」）。後に、1978年2月3日、フジテレビ『ゴールデン洋画劇場』アメリカの裏側特集の一篇として115分枠放送された（他作品「ロリ・マドンナ戦争」「恐怖のハネムーン」「ラブ・マシーン」）。
2006年6月13日、『ワイルド・パーティー』は2枚組の特別版DVDセットとして発売された。

## 文化的影響
『ワイルド・パーティー』の過激なスタイルはジョン・ウォーターズとオースティン・パワーズシリーズの映画に影響を与えた。オースティンに『ワイルド・パーティー』の代表的なフレーズを語らせることにより、敬意を払っている。
映画は、過激で破壊的な美学を標榜するいくつかのロックバンドに影響を与えた
- マーダードールズ（英語版）はアルバムに映画から名をとって「Beyond the Valley of the Murderdolls」というタイトルを付けた。
- ポーター・ホールの映画での科白「彼女は、他の3人とシングルルームに同居していたんです。うち1人は男性で他の2人は女性でした。彼らがそこで何をしていたかは神のみぞ知る、です。さらに、スーザン、私は彼ら全員がいつもマリファナ入り巻きタバコを吸っていたとしてもほんの少しも驚きません！」は、スカ-パンクバンドSublimeのカバー曲「Smoke Two Joints」で演じられる。
- ザ・ピペッツThe Pipettesの曲「Pull Shapes」のミュージックビデオは、映画のシーンをパロディ化している。
- My Life with the Thrill Kill Kultのアルバム「Hit & Run Holiday」中の"Hot Blood Risin'"と"Chemical Cop-Out"の2曲は映画を雛型としている。バンドのアルバム「A Crime For All Seasons」の1曲、"Blue Moon"は、キャリー・ネイションズの"Look On Up At The Bottom"を手本としている。
- 1995年、ズー・エンターテインメント・レーベルからNatureの"Z-Man's Party"（B・スレットとA・パーソンズによって書かれた）というシングルがリリースされた。
- ザ・ランナウェイズThe Runawaysのベーシスト、ジャッキー・フォックス（フックス）のステージと写真は、キャリー・ネイションズが使い古したものを直接モデルとして作られた赤い一式で装われている。
- Hooverphonicの、1998年リリースのアルバム「Blue Wonder Power Milk」中の"Club Montepulciano"は『ワイルド・パーティー』をサンプルとしている。
- シザー・シスターズScissor Sistersのシンガー、アナ・マトロニックAna Matronicは、『ワイルド・パーティー』は大好きな映画だと述べている。彼女は、ライブDVD「We are Scissor Sisters...and so are you」でのスピーチにおいても、このタイトルを使用した。
- The Rudy Schwartz ProjectのCD「Gunther Packs a Stiffy」の1曲、"Waldo's Demurral"は、Zマンの科白「そう、私は誓おう。今宵が終わりに近づく前に、お前は私の復讐の黒い精子を飲むだろう。」を参考にしている。
- Be Your Own Petの新しいアルバム「Get Awkward」に、映画からとられた「ケリー・アフェアー "The Kelly Affair"」という曲がある。
- 2019年にクエンティン・タランティーノが同じ題材で｢ワンス・アポン・ア・タイム・イン・ハリウッド｣を映画化。